# Kanton Gap-Centre
Der Kanton Gap-Centre war von 1973 bis 2015 ein französischer Wahlkreis im Arrondissement Gap, im Département Hautes-Alpes und in der Region Provence-Alpes-Côte d’Azur. Er bestand aus dem zentralen Teil der Stadt Gap. Die landesweiten Änderungen in der Zusammensetzung der Kantone brachten im März 2015 seine Auflösung.